# Victor Reoyo
Victor Réoyo, né le 22 avril 1917 à Toulouse (Haute-Garonne) et mort le 30 janvier 2005 à Bordeaux (Gironde), est un homme politique français.

## Biographie
Né Espagnol, la nationalité de son père, Victor Réoyo est naturalisé français en 1938. Mandataire en fruits et légumes aux halles de Bordeaux, Victor Réoyo adhère dès sa création à l'Union de défense des commerçants et artisans, dont il devient le président départemental pour la Gironde en 1955.
Menant la liste poujadiste dans la première circonscription de la Gironde lors des élections de 1956, il obtient 9,2 % des voix et est élu député. Au sein du groupe Union et Fraternité Française, Réoyo est cependant souvent en porte-à-faux. Il est notamment très hostile aux positions parfois xénophobes et antisémites de Pierre Poujade, tout comme il défend, dans la tradition de la droite française, l'autonomie des parlementaires vis-à-vis de la direction du parti. Il est ainsi très critique vis-à-vis des prises de positions de Jean-Marie Le Pen, alors jeune député poujadiste. De fait, il est plutôt proche de la droite la plus conservatrice, mais très nettement opposé aux tendances extrémistes du poujadisme. Il est ainsi favorable à ce que l'UFF puisse s'investir dans une majorité de droite.
Cela ne l'empêche pas de défendre les positions de son mouvement sur les questions internationales, notamment en proposant une commission d'enquête sur les événements de Hongrie ou en s'opposant à la construction européenne, qu'il dénonce comme une affaire de technocrates et d'apatrides. De même, il est un défenseur actif de l'Algérie Française, s'opposant à toute ingérence extérieure et à toute évolution institutionnelle dans la colonie.
Son opposition à la direction autoritaire de Poujade se manifeste notamment lorsqu'il dénonce l'exclusion de plusieurs députés (Demarquet, Parrot et Luciani) en 1957. En juin 1958, après qu'il a échoué à organiser une rencontre en de Gaulle et Poujade, ce dernier l'accuse de jouer sa propre carte. Réoyo apporte un soutien entier au retour du Général au pouvoir, au contraire de Poujade, qui est plus clairement réservé.
Mis en cause directement par le président de l'UDCA dans le journal du mouvement le 4 juin, Réoyo démissionne du mouvement le lendemain. Il tente alors de créer un nouveau parti, l'Union et action libérale et sociale, qui rassemble des poujadiste favorables à de Gaulle. Candidat sous cette étiquette aux législatives de 1958, il n'obtient que 3 % des voix, ce qui met sa carrière politique entre parenthèses.
Devenu directeur régional d'une compagnie d'assurances, résidant dans le Tarn, il rejoint le Centre démocrate en 1966 et se présente à nouveau aux législatives dans ce département en 1967 (2,2 % des voix). Candidat du Mouvement réformateur  en 1973, il n'obtient que 5,7 % des voix, et encore moins, comme candidat du CDS, en 1978 (1,9 %).
Il reste cependant actif au sein de ce parti jusque dans les années 1980, sans jamais exercer de mandat politique.